# カマ・シウォール・カマンダ

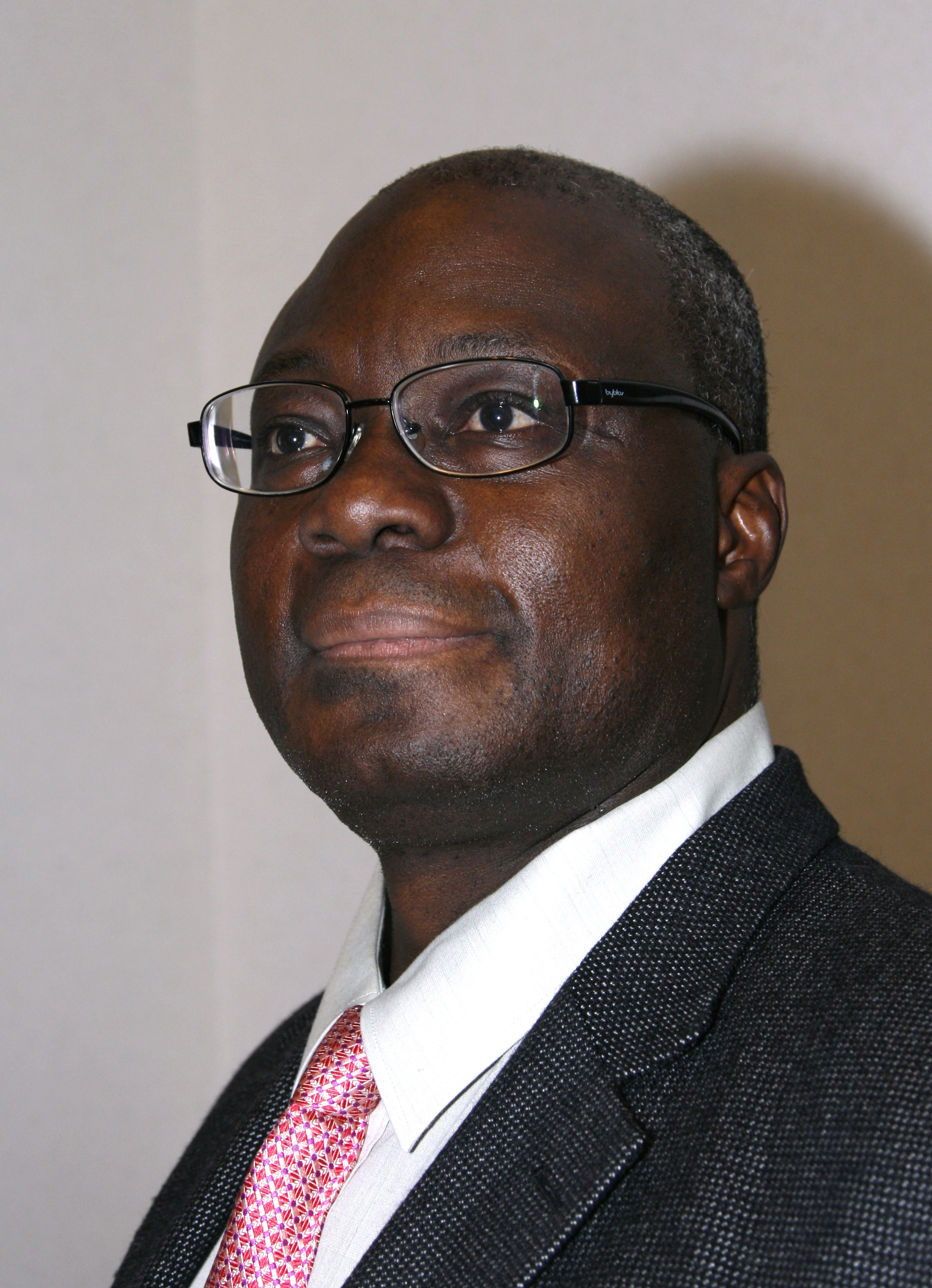
カマ・シウォール・カマンダ

カマ・シウォール・カマンダ（1952年11月11日 - ）はコンゴ民主共和国出身の詩人、小説家、語り部、劇作家。
エジプト系コンゴ人作家であるカマ・シウォール・カマンダは、自身の個人的体験と空想の世界、そして黒人大陸における伝統と現実から霊感を得た文学的物語集で名高い。先見性を備えたお伽話ともいえるそれらの物語は、アフリカの大地の文化・文明がその隅々までしみ込んでいるが、ついには時間と空間を超越した普遍的世界へと到達する。ネグロ・アフリカ社会の神話と象徴が、空想の世界を遥かに超えて、実に豊かに、多様性を持って描かれている。

## 経歴
1952年11月11日、コンゴのルエボにて、マラバ・カメンガとコニー・ンガルラの息子として生まれる。1968年に文学国家免状取得。1969年にコンゴ、キンシャサのジャーナリズム学校にてジャーナリズム免状取得。1973年、コンゴ、キンシャサ大学にて政治科学免状取得、1975年、コンゴ、キンシャサ大学にて哲学人間学部で学士号取得（評価付き）。1981年、リエージュ大学にて法学を学ぶ。現在、世界中の様々な大学にて招待講演活動を行うほか、文化・政治評論家としても活躍している。

## 作風
詩人・カマンダは、自身の豊かな言語感覚と隠喩を巧みに扱うことで、現代詩に新しい息吹と尊厳をもたらした。彼が紡ぎだす詩句は、そのいずれもが、いわば現実と非現実、空想と理性、脱出と定住、苦痛と幸福、歴史の内と時間の外との間を行き来する旅のようなものだ。古典的であると同時に創造的でもある彼の詩は、身体と心の苦悩を超越し、調和を強く求める声に呼び起こされて生まれるのである。
小説家・カマンダは、故郷であるアフリカとその夢を常に心に抱いている。全体主義権力に対する真の抵抗者であり、また、自分たちの権利の尊重を求め、自分や子供たちが生き延びるために無言で戦う男と女たちと志を共にする者であるのは、著書を読めば明らかである。社会問題への立場を表明した作家である彼は、常に自らを「アフリカ世界の夢と幻想、喜びと苦痛の間に見失われた魂」と称している。
「カマンダが常に自身の中に抱いているもの、それは彼の根っこたる起源だ。詩人でありたいという深い思い。そして、ページのあちこちに散らばる実に広々とした叙情的霊感を通して、かの詩人は、自分がいかに自由であるかを打ち明けている。彼のアイデンティティーは、すなわち、黒人である姉妹・兄弟が自分の中に生きているのを感じる、黒人の男としてのそれだ。それゆえ、おのれの民族、情熱、悲劇、喜びといったものの高まりが、何よりも先にあるのである。それは、ぶつぶつと詩篇を唱える地中の歌、空中に穴を開け、他の大陸の大気を呼びよせる空中の歌だ。」
ジャック・イオザール

## 作品
- 1967 – Les Contes des veillées africaines (1985, 1998)　アフリカの夜の集いの物語
- 1986 – Chants de brumes (1997, 2002)　霧の歌
- 1986 – Les Résignations (1997)　忍従
- 1987 – Éclipse d’étoiles (1997)　星蝕
- 1988 – Les Contes du griot, t. I　グリオの物語　I
- 1989 – La Somme du néant (1999)　無の合計
- 1991 – Les Contes du griot, t. II (La Nuit des griots) (1996)　グリオの物語　II（グリオの夜）
- 1992 – L’Exil des songes　夢からの追放
- 1992 – Les Myriades des temps vécus (1999)　無数の経験的時間
- 1993 – Les Vents de l’épreuve (1997)　試練の風
- 1994 – Quand dans l’âme les mers s’agitent (1998) 魂の中で海が荒れるとき
- 1994 – Lointaines sont les rives du destin (2000, 2007)　運命の岸は遠くに
- 1994 - Amertume
- 1994 - L'Ultime confession
- 1995 – L’Étreinte des mots　言葉の重圧　1995年
- 1996 - L'Énigme
- 1997 - Le Chagrin du danseur
- 1998 - Les Contes du griot, t. III (les contes des veillées africaines, éd. augmentée)
- 1999 – Œuvre poétique　詩的作品
- 2000 – Les Contes du crépuscule　黄昏の物語
- 2002 – Le Sang des solitudes　孤独の血
- 2003 – Contes (édition illustrée) 　物語集（挿絵版）
- 2004 – Contes (œuvres complètes) 　物語集（全集）
- 2006 – La Joueuse de Kora　コラ奏者
- 2006 – La Traversée des mirages　蜃気楼の向こう
- 2006 - Contes africains
- 2007 – Au-delà de Dieu, au-delà des chimères
- 2008 - Oeuvre poétique (édition intégrale)
- 2013 - L'homme torturé
- 2015 - Candace 1ère
- 2015 - Toutankhamon
- 2015 - Vivre et aimer
- 2016 - On peut s'aimer sans se comprendre
- 2016 - Intrigantes entremetteuses,reéd.2019
- 2017 - Ramses II
- 2017 - Akhenaton
- 2017 - La Reine Ranavalona III
- 2018 - Le Roi Béhanzin
- 2018 - Les Fondements de l'être
- 2018 - Évolution et révolution culturelle de l'Homme Noir
- 2019 - L'Insondable destin des hommes
- 2019 - Les astuces du manipulateur
- 2019 - Le pervers narcissique
- 2019 - L'Éternité des jours
- 2019 - La transparence des ombres
- 2019 - La Reine Nzinga Mbandi

## 翻訳された作品
- 英語 : Wind Whispering Soul （2001 年）Tales（ 2001 年）
- イタリア語 : Le miriadi di tempi vissuti（2004 年）La stretta delle parole（2004 年）
- 日本語 : Les Contes du griot, t. I　（『漆黒の王子』2000年）
- Les Contes du griot, t. II （『グリオの夜』2005年）
- 中国語 : Les Contes du griot, t. I （2003年）
- Les Contes du griot, t. II （2004年）

- その他、多くの言語に翻訳されている。

## 国際的評価
- 1987 – Prix Paul Verlaine de l’Académie française (アカデミー・フランセーズ、ポール・ヴェルレーヌ賞)
- 1990 – Prix Louise Labé　(ルイーズ・ラベ賞)
- 1991 – Grand Prix littéraire de l’Afrique noire (ブラック・アフリカ文学大賞（フランス語版）)
- 1992 – Mention spéciale Poésiades, Institut académique de Paris　(パリ・アカデミー学院、ポエジアード特別評価賞)
- 1992 – Jasmin d’argent pour originalité poétique, Société littéraire le Jasmin d’argent (銀ジャスミン文学社、詩的独創性を評した銀ジャスミン賞)
- 1993 – Prix Théophile Gauthier de l’Académie française (アカデミー・フランセーズ、テオフィル・ゴチエ賞)
- 1999 – Prix Melina Mercouri, Association des poètes et écrivains grecs (ギリシャ詩人・作家協会、メリナ・メルクーリ賞)
- 2000 – Poète du millénaire 2000, International Poets Academy, Inde (インド、国際詩人アカデミー、2000年ミレニアム詩人賞)
- 2000 – Citoyen d’honneur Joal-Fadiouth, Senegal (セネガル、ジョアル＝ファディウス名誉市民)
- 2002 – Grand prix de poésie de la Société internationale des écrivains grecs (ギリシャ作家国際ソサエティー、詩作大賞)
- 2005 – Top 100 writers 2005, International Biographical Centre, Cambridge (ケンブリッジ、国際伝記センター、2005年 作家100選)
- 2005 – Professionnel de l’année 2005, International Biographical Centre, Cambridge (ケンブリッジ、国際伝記センター、2005年 今年のプロフェショナル)
- 2005 – Homme de l’année 2005, American Biographical Institute (アメリカ伝記学院、2005年 今年の人)
- 2005 – Certificat d’honneur pour contribution exceptionnelle à la francophonie, Certificat Maurice Cagnon, Conseil international d’études francophones (フランス語圏研究国際委員会、フランス語使用圏に例外的に与えられる名誉証書、モーリス・カニョン証書)
- 2006 – Master Diploma for Specialty Honors in Writing, World Academy of Letters, États-Unis (アメリカ、世界文学アカデミー、著述特別名誉修士号)
- 2006 – International Peace Prize 2006, United Cultural Convention, États-Unis (アメリカ、連合文化協定、2006年国際平和賞)
- 2009 - Prix Heredia de l'Académie française pour son Oeuvre poétique : édition intégrale.

## 著作研究書
- 1993 年　Marie-Claire de Coninck著　« Kama Kamanda au pays du conte »（物語の国のカマ・カマンダ）
- 1994年　 Pierrette Sartin著 « Kama Kamanda poète de l’exil» （亡命詩人 カマ・カマンダ）
- 1997 年　 « Kama Kamanda, Hommage »　（カマ・カマンダ、オマージュ）
- 2003 年　Isabelle Cata、Frank Nyalendo共著 « Kama Sywor Kamanda, chantre de la mémoire égyptienne »（カマ・カマンダ、エジプトの記憶を歌う詩人）
- 2007 年 Marie-Madeleine Van Ruymbeke Stey (dir.), « Regards critiques »
- 2015-2019 - Isabelle Cata : Une réflexion critique de l'oeuvre de Kama Sywor Kamanda
- 2019 - Sophie Davoine : Kama Sywor Kamanda ,histoire d'une oeuvre,histoire d'une vie .